# Bruhrain
Der Bruhrain (Bruchrain) ist eine Hügellandschaft zwischen Bruchsal und Wiesloch im nordwestlichen Teil des Kraichgaus, im Norden von Baden-Württemberg. Die Bezeichnung kommt zuerst in einer Urkunde Kaiser Karls IV. von 1366 vor.

## Worterklärung
Im Begriff Bruhrain steckt das Wort Bruch, was Sumpf oder sumpfige Wiese bedeutet. Die Ortsnamen Bruchsal und Bruchhausen erinnern ebenfalls an diese ehemals sumpfige Landschaft, wo zwischen den Hügeln Sümpfe des Rheins entstanden.
Ein Rain, mittelhochdeutsch rein geschrieben, bezeichnet eine begrenzende Bodenerhöhung, einen kleinen Hügel.
Bruhrain ist ursprünglich als Landschaftsbezeichnung der niederen Erhebungen zwischen Rheinniederung und dem östlichen Bruch oder Sumpfgelände des vorgeschichtlichen Kinzig-Murgflusses aufzufassen.

## Amtsbereich Bruhrain
Schon im 14. Jahrhundert entstand für die rechtsrheinischen Gebiete des Hochstifts Speyer die Bezeichnung Landfautei am Bruhrain, die sich in das Kraichgauer Hügelland hinein ausdehnte.